# Should Wives Work?
Should Wives Work? ist ein US-amerikanischer Kurzfilm von Leslie Goodwins mit Leon Errol in der Hauptrolle. Die Slapstick-Komödie aus dem Jahr 1937 war 1938 für den Oscar als „Bester Kurzfilm mit zwei Filmrollen“ nominiert.

## Handlung
Leons Frau benötigt mehr Geld, um sich teurere Sachen leisten zu können. Aus diesem Grund nimmt sie einen Job in Leons Firma an. Da ihr Arbeitgeber keine verheirateten Frauen einstellt, nimmt sie den Job unter ihrem Geburtsnamen an. Als Leon und seine Frau von ihrem Boss zum Abendessen mit anschließender Übernachtung eingeladen werden, müssen sie so tun, als wären sie unverheiratet.

## Hintergrund
Vivien Oakland spielte Leon Errols Frau außerdem in den Filmen Wrong Romance (1937), His Pest Friend (1938) und Berth Quakes (1938).
Should Wives Work? ist ein typischer Leon-Errol-Film seiner Zeit. Die Kurzfilme handelten meist von verheirateten Männern in der Midlife-Crisis, die versuchen ihre Jugend zurückzuerobern oder, wie in diesem Beispiel, durch die Neuerungen in der Welt überfordert sind.